# Patrick Criado
Pour les articles homonymes, voir Criado.
Patrick Criado est un acteur espagnol, né le 23 septembre 1995 à Madrid. Il se fait connaître grâce à la série télévisée L'Aigle rouge et son adaptation cinématographique Le Royaume de sang.

## Biographie

### Jeunesse
Patrick Criado de la Puerta est né en septembre 1995 à Madrid, et grandit dans le quartier de Ventas (Madrid).

### Carrière
En 2005, Patrick Criado commence sa carrière à la télévision auprès des acteurs Javier Gutiérrez, Pepa Aniorte et Francis Lorenzo dans la série télévisée Amar en tiempos revueltos, où il incarne le garçon d'orphelinat.
En 2006, il devient Lucas dans la série Con dos tacones, diffusée sur La 1.
En 2007, il entame l'univers du cinéma pour jouer le personnage Simón dans le long métrage Las 13 rosas d'Emilio Martínez Lázaro.
En 2009, il décroche son grand rôle avec le personnage de Nuño dans la série L'Aigle rouge (Águila Roja), où il gagne en popularité à l'âge de quatorze ans.
En 2013, il apparaît dans la mini-série Les Enfants volés (Niños robados) aux côtés d'Adriana Ugarte.
En 2014, il joue dans la mini-série El Rey, diffusée sur Telecinco.
En 2024, il joue le rôle d'Abel dans le film La Vierge rouge de Paula Ortiz, inspiré par le destin célèbre d'Hildegart Rodríguez Carballeira, assassinée par sa mère sous la République en 1933, aux côtés d'Alba Planas dans le rôle titre et de Najwa Nimri dans le rôle d'Aurora.

## Filmographie

### Longs métrages
- 2007 : Las 13 rosas d'Emilio Martínez Lázaro : Simón
- 2008 : Carlitos un rêve, un but, devenir n° 10 (Carlitos y el campo de los sueños) de Jesús del Cerro : Ricky
- 2008 : Los girasoles ciegos de José Luis Cuerda : Luis
- 2011 : Le Royaume de sang (Águila Roja, la película) de José Ramón Ayerra : Nuño
- 2013 : La gran familia española de Daniel Sánchez Arévalo : Efraín
- 2014 : Todos están muertos de Beatriz Sanchís : Víctor
- 2014 : Misfits Club (El club de los incomprendidos) de Carlos Sedes : César
- 2016 : 1898. Los últimos de Filipinas de Salvador Calvo : le soldat Juan
- 2021 : Froid mortel (Bajocero) de Lluís Quílez : Nano
- 2023 : Bird Box: Barcelona de David et Álex Pastor : Rafa
- 2024:  La Vierge rouge de Paula Ortiz : Abel

### Courts métrages
- 2015 : El aspirante de Juan Gautier : Carlos
- 2021 : The Same de Paco Plaza : le garçon

### Téléfilm
- 2018 : Asesinato en la Universidad d'Iñaki Peñafiel : Fray Luis de León

### Séries télévisées
- 2005 : Amar en tiempos revueltos : le garçon d'orphelinat saison 1, épisode 43 : Serrano Súñer felicita a Rodrigo para sorpresa de Venancio)
- 2005-2006 : El comisario : Roberto (3 épisodes)
- 2006 : Con dos tacones : Lucas (8 épisodes)
- 2009-2013 : L'Aigle rouge (Águila Roja) : Nuño (90 épisodes)
- 2013 : Les Enfants volés (Niños robados) : Álex (mini-série, 2 épisodes)
- 2014 : El Rey : Juan Carlos (mini-série, 2 épisodes)
- 2015-2016 : Mar de plastico : Fernando Rueda (26 épisodes)
- 2016 : Le Ministère du temps : Sancho (saison 2, épisode 12 : Hasta que el tiempo nos separe)
- 2016 : El padre de Caín : Ander (saison 1, épisode 2 : Síndrome del norte)
- 2018-2020 : Permis de vivre (Vivir sin permiso) : Daniel Artega (13 épisodes)
- 2020 : La línea invisible : Txema (6 épisodes)
- 2020 : Antidisturbios : Rubén (6 épisodes)
- 2021 : La casa de papel :  (saison 5, épisode 1)

## Distinctions
Sauf indication contraire, les informations mentionnées dans cette section peuvent être confirmées par la base de données cinématographiques IMDb,  présente dans la section « Liens externes ».

### Récompenses
- Festival de film d'Alcalá de Henares 2015 : Meilleur acteur dans El aspirante
- Festival Internacional de Cortometrajes de Ficción de Corto 2016 : Meilleur acteur dans El aspirante

### Nominations
- Cérémonie des Goyas 2014 : Prix Goya du meilleur espoir masculin pour La gran familia española
- Cérémonie des Feroz 2017 : Meilleur acteur dans un second rôle dans la série Mar de plastico
- Cérémonie des Feroz 2021 : Meilleur acteur dans un second rôle dans la série Antidisturbios